# A Haunting in Salem
Pour plus de détails, voir Fiche technique et Distribution.
A Haunting in Salem est un film d'horreur américain réalisé par Shane Van Dyke, avec Bill Oberst Jr., Courtney Abbiati et Jenna Stone, sorti en 2011. Le film a été produit par The Asylum.

## Synopsis
Dans une vieille maison de Salem, qui est toujours réservée au shérif comme résidence, plusieurs drames ont eu lieu il y a 60 ans. Le fils du shérif Underhill s’est noyé, la femme a suffoqué et le shérif a été jeté par la fenêtre alors qu’il tentait de mettre le feu à la maison. Le seul survivant de la famille Underhill est la fille, qui est internée dans un établissement psychiatrique.
De nos jours, le nouveau shérif Wayne Downs emménage dans la maison avec sa femme Carrie, sa fille Alli et son fils Kyle. Dès le début, la maison leur fait peur. Carrie trouve de longs cheveux de femme et une dent dans un drain. Pendant ce temps, Alli reçoit d’étranges messages de chat d’un utilisateur nommé Salem 19. Wayne souffre d’hallucinations, il voit des morts. Lorsque le gardien McSwaine est retrouvé pendu à un arbre, Wayne commence à enquêter sur la maison. Il apprend qu’il s’agit d’un ancien palais de justice où 19 femmes innocentes ont été pendues pendant la chasse aux sorcières. Tous les shérifs qui y ont vécu sont décédés d’une mort non naturelle.
Pendant ce temps, Alli va de pire en pire. Elle vomit constamment et elle est d’une pâleur mortelle. Dans la salle de bain, elle s’enlève une molaire qui est inhabituellement lâche. Wayne fouille la propriété, à la recherche des corps de la chasse aux sorcières qui y ont été enterrés. Lorsque Carrie veut quitter la maison avec ses enfants et son mari, le député Goodwin arrive pour la récupérer. Wayne découvre sous le plancher en bois 13 avis de décès de shérifs, dont aucun n’est mort en service. Quand Goodwin essaie de faire sortir Alli de la maison, il est assassiné par elle. Alli est maintenant possédé par des démons. Kyle et Carrie sont également pendus.
Wayne poignarde Alli, qui est maintenant possédée par l’âme des 19 femmes innocentes exécutées. Il répand partout de l’essence pour mettre le feu à la maison. Au moment où il actionne son briquet, Alli réapparaît derrière lui.

## Distribution
- Bill Oberst Jr. : Wayne Downs
- Courtney Abbiati : Carrie Downs
- Jenna Stone : Alli Downs
- Nicholas Harsin : Kyle Downs
- Carey Van Dyke : Mike Goodwin
- Gerald Webb : le maire Avery Collins
- Jason Paul Field : Shérif Underhill
- Courtney DeCosky : Mrs. Underhill
- Sam Kinsey : le fils Underhill
- Sonny King : McSwain
- Shaula Chambliss : Ms. Winston
- Josh Roman : Kevin
- Catherine Lidstone : Sara Good
- Lauren Kelley : Infirmière Rebecca
- Ashley Barron : Spectateur
- Lisa A. Blake : Sorcière #1
- Shoshana Chagall : Sorcière #2
- Evelyn Danford : Sorcière #3[2]

## Production
A Haunting in Salem a été filmé dans un manoir vieux de 200 ans situé 341 Adena Street à Pasadena, en Californie,.

## Réception critique
Filmdienst décrit « Un film d’horreur qui recherche une atmosphère pesante, mais qui embellit un peu trop le genre de la maison hantée. »
Video.de commente : « Le spectateur en sait plus que l’acteur principal, car il voit la destruction de la famille de son prédécesseur avant même le générique d’ouverture. Ce film de maison hantée à petit budget est basé sur des modèles de films de maisons hantées éprouvées, préparé à peu de frais par la société The Asylum. Les activités de Poltergeist se transforment rapidement en meurtre et en homicide involontaire, d’abord elles frappent les autres, puis les impacts se rapprochent. Les acteurs font un effort honnête, le réalisateur n’est pas sans talent, selon les normes de The Asylum, et les effets spéciaux sont efficaces. Bien pour les amateurs d’horreur. »